# Caristi
Caristi, en llatí Carystius, en grec antic Καρύστιος, fou un gramàtic grec nascut a Pèrgam que va viure una mica després del temps de Nicandre de Claros, al final del segle ii aC.
Va escriure diverses obres de les quals es conserven alguns títols
- Ἱστορικὰ ὑπομνήματα, o només ὑπομνήματα, Memòria històrica, o només Memòria, de la que Ateneu se'n va servir i en cita fragments moltes vegades.
- Περὶ διδασκαλιῶν, o una sèrie de relats dels drames grecs, del temps i el lloc de la seva representació i de l'èxit o fracàs que van tenir.
- Περὶ Σωτάδου, Un comentari sobre el poeta Sotades de Maronea.

Cap de les seves obres es conserva.